# Ascia corrina
Ascia corrina är en fjärilsart som först beskrevs av Wallace 1867.  Ascia corrina ingår i släktet Ascia och familjen vitfjärilar. Inga underarter finns listade i Catalogue of Life.